# Cedric Eich
Cedric Eich (* 10. August 2000) ist ein deutscher Schauspieler und Synchronsprecher.

## Leben
Eich kam im Jahr 2000 in Deutschland zur Welt. Er wurde durch die Rolle des Heinrich Meißner aus dem Kurzfilm Spielzeugland bekannt, der 2009 den Oscar für den besten Kurzfilm gewann.
Neben der Schauspielerei ist Eich auch im Synchronbereich tätig. So lieh er Gilby aus der Serie Wickie und die starken Männer sowie Paul aus der Serie Der Phantastische Paul seine Stimme.

## Filmographie
- 2007: Spielzeugland
- 2010: Drei
- 2011: Der Kriminalist – Sucht
- 2013: Hänsel und Gretel: Hexenjäger
- 2020: Freak City
- 2023: Irgendwann werden wir uns alles erzählen

## Synchronisation
- 2008–2016: JoNaLu
- 2010: Date Night – Gangster für eine Nacht
- 2011–2016: Der Phantastische Paul
- seit 2014: Blaze und die Monster-Maschinen
- 2015: Bella and the Bulldogs
- 2015–2016: 100 Dinge bis zur Highschool
- 2016: Batman: Bad Blood
- 2019: Shazam!
- 2020: The Walking Dead: World Beyond
- 2020: Der Babysitter-Club
- 2021–2024: Young Royals